# Lista siturilor arheologice din județul Gorj - P
Lista siturilor arheologice din județul Gorj - P conține toate siturile arheologice din județul Gorj înscrise în Repertoriul Arheologic Național (RAN) și aflate în localități al căror nume începe cu litera P. RAN este administrat de Ministerul Culturii și Patrimoniului Național și cuprinde date științifice, cartografice, topografice, imagini și planuri, precum și orice alte informații privitoare la zonele cu potențial arheologic, studiate sau nu, încă existente sau dispărute.
Puteți căuta un sit din localitățile care încep cu litera P folosind formularul de mai jos sau puteți naviga prin toate siturile din județ la Lista siturilor arheologice din județul Gorj.
| Cod RAN                                   | Denumire | Localitate                       | Adresă             | Datare                          | Descoperit | Coordonate                                 | Imagine           | Erori            |
| ----------------------------------------- | --- | -------------------------------- | ------------------ | ------------------------------- | ---------- | ------------------------------------------ | ----------------- | ---------------- |
| 82350.01.01 (Cod LMI: GJ-I-s-B-09136)     | Fortificația Latene de la Păișani - "La Cetate" / ansamblu anonim (Categorie: locuire) (Tip: Fortificație)                                                 | sat Păișani, comuna Stoina       | La Cetate          | geto-dacică sec. IV - I a. Chr. |            | 44°40′00″N 23°39′00″E / 44.66667°N 23.65°E | Încărcați imagine | Raportați eroare |
| 81399.01.01 (Cod LMI: GJ-I-s-B-09137)     | Fortificația Latene de la Polovragi - "Crucea lui Ursache" / ansamblu anonim (Categorie: fortificație) (Tip: Fortificație)                                 | sat Polovragi, comuna Polovragi  | Crucea lui Ursache | geto-dacică sec. II - I a. Chr. |            | 45°10′00″N 23°48′00″E / 45.16667°N 23.8°E  | Încărcați imagine | Raportați eroare |
| 81399.03.01 (Cod LMI: GJ-II-m-A-09356.01) | Situl Mănăstirea "Adormirea Maicii Domnului" Polovragi / ansamblu Mănăstirea Polovragi (Categorie: structură de cult/religioasă) (Tip: Biserică)           | sat Polovragi, comuna Polovragi  |                    | sec. XVI - 1648                 |            |                                            | Încărcați imagine | Raportați eroare |
| 81399.03.02 (Cod LMI: GJ-II-m-A-09356.02) | Situl Mănăstirea "Adormirea Maicii Domnului" Polovragi / ansamblu Bolnița "Sf. Nicolae" (Categorie: structură de cult/religioasă) (Tip: Ansamblu clădiri)  | sat Polovragi, comuna Polovragi  |                    | 1732                            |            |                                            | Încărcați imagine | Raportați eroare |
| 81399.03.03 (Cod LMI: GJ-II-m-A-09356.03) | Situl Mănăstirea "Adormirea Maicii Domnului" Polovragi / ansamblu Casele stăreției (Categorie: structură de cult/religioasă) (Tip: Ansamblu clădiri)       | sat Polovragi, comuna Polovragi  |                    | sec. XVII - XVIII               |            |                                            | Încărcați imagine | Raportați eroare |
| 81399.03.04 (Cod LMI: GJ-II-a-A-09356)    | Situl Mănăstirea "Adormirea Maicii Domnului" Polovragi / ansamblu anonim (Categorie: structură de cult/religioasă) (Tip: Zid de incintă)                   | sat Polovragi, comuna Polovragi  |                    | 1648                            |            |                                            | Încărcați imagine | Raportați eroare |
| 81399.03.05 (Cod LMI: GJ-II-m-A-09356.04) | Situl Mănăstirea "Adormirea Maicii Domnului" Polovragi / ansamblu anonim (Categorie: structură de cult/religioasă) (Tip: Turn clopotniță)                  | sat Polovragi, comuna Polovragi  |                    | 1648                            |            |                                            | Încărcați imagine | Raportați eroare |
| 81399.02.01 (Cod LMI: GJ-II-m-B-09357)    | Biserica de lemn "Sf. Nicolae" de la Polovragi / ansamblu Biserica de lemn "Sf. Nicolae" (Categorie: structură de cult/religioasă) (Tip: Biserică de lemn) | sat Polovragi, comuna Polovragi  |                    | 1806                            |            |                                            | Încărcați imagine | Raportați eroare |
| 80640.01.01                               | Așezarea de epoca bronzului de la Pârâu Boia-Scutaru Mic / ansamblu anonim (Categorie: locuire) (Tip: așezare deschisă)                                    | sat Pârâu Boia, comuna Jupânești | Scutarul Mic       | Verbicioara - IV                |            |                                            | Încărcați imagine | Raportați eroare |